# Cytheropteron palton
Cytheropteron palton is een mosselkreeftjessoort uit de familie van de Cytheruridae. De wetenschappelijke naam van de soort is voor het eerst geldig gepubliceerd in 1966 door Bold.